# Mai Long
Mai Long là một xã thuộc huyện Nguyên Bình, tỉnh Cao Bằng, Việt Nam.

## Địa lý
Xã Mai Long nằm ở phía tây huyện Nguyên Bình, có vị trí địa lý:
- Phía đông giáp xã Ca Thành và xã Phan Thanh
- Phía tây giáp tỉnh Bắc Kạn
- Phía nam giáp xã Phan Thanh
- Phía bắc giáp tỉnh Bắc Kạn và xã Ca Thành.

Xã Mai Long có diện tích 54,59 km², dân số năm 2019 là 3.122 người, mật độ dân số đạt 57 người/km².
Trên địa bàn xã có suối Khuổi Rịa. Sông Năng tạo thành ranh giới tự nhiên phía tây nam của xã.

## Lịch sử
Sau năm 1975, Mai Long là một xã thuộc huyện Nguyên Bình.
Đến năm 2019, xã Mai Long được chia thành 14 xóm: Bó Cạn, Cốc Mòn, Bản Chang, Bản Pát, Cốc Cai, Cốc Mìa, Khuổi Hẩu, Lũng Páp, Nà Lầm, Nà Ngù, Sáng Lìn, Lũng Thích, Khuổi Phung, Pù Miàng.
Ngày 9 tháng 9 năm 2019, Hội đồng Nhân dân tỉnh Cao Bằng ban hành Nghị quyết số 27/NQ-HĐND về việc:
- Sáp nhập hai xóm Khuổi Phung và Sáng Lìn thành xóm Kéo Có
- Sáp nhập ba xóm Nà Lầm, Bó Cạn, Lũng Thích thành xóm Phiêng Pha
- Sáp nhập xóm Pù Miàng vào xóm Cốc Cai
- Sáp nhập xóm Bản Pát vào xóm Cốc Mòn
- Sáp nhập 21 hộ của xóm Cáng Lò thuộc xã Phan Thanh vào xóm Lũng Páp.

## Hành chính
Xã Mai Long được chia 9 xóm: Bản Chang, Cốc Cai, Cốc Mìa, Cốc Mòn, Kéo Có, Khuổi Hẩu, Lũng Páp, Nà Ngù, Phiêng Pha.